# Baldomero Botella Coloma
Baldomero Botella Coloma (n. Madrid; 13 de octubre de 1844 - f. Logroño; 16 de abril de 1916), arquitecto español.

## Biografía
Hijo del pianista alcoyano Rafael Botella Serra y de Teresa Coloma, natural de La Torre de Les Maçanes (Alicante). Hermano de Ángela y Rafael Botella Coloma. 
Estudia en la Escuela Especial de Arquitectura de Madrid, creada en 1849 y dirigida por D. Lucio del Valle, aprobando el examen de reválida y licenciándose el 4-III-1869.
Ese mismo año es designado para la plaza de arquitecto de la Municipalidad de Manila. En 1870 presenta un “proyecto de situación del cementerio y de las vías de comunicación con la ciudad y sus arrabales”, dentro del proyecto de construcción de un nuevo cementerio en Manila. En 1871 presenta un proyecto de reedificación de las Casas Consistoriales de Manila (al cual acompañan diez planos), que fue desechado. Ese mismo año se presenta a una plaza de pensionado en el extranjero de la Academia de Bellas Artes de Roma, quedando recomendado para la plaza, aunque finalmente no le fue concedida.
Fue arquitecto municipal de Sanlúcar de Barrameda (Cádiz) desde 1874 a 1882, siendo autor, entre otras, de la renovación de la casa de Vila (18-III-1877) Archivado el 19 de octubre de 2016 en Wayback Machine.. Se encarga de las obras de la Sala del Agua en Sanlúcar de Barrameda, iniciadas en 1876 bajo la dirección del ingeniero Manuel Pardo que presentaban filtraciones, por lo que fue cesado. Las obras las entregó Baldomero Botella el 14 de febrero de 1881.
En 1875 fue profesor auxiliar de matemáticas en el Instituto Local de Cádiz
Participó en la restauración del Palacio de San Telmo de Sevilla en 1880 junto a Antonio de Padura y fue Administrador de los bienes en Andalucía de su propietario, Antonio María de Orleans, duque de Montpensier, al menos entre 1884-1891.
Dirigió las obras llevadas a cabo en la finca El Botánico de los Duques de Montpensier en Sanlúcar de Barrameda  entre 1882 y 1883 dirigidas a convertirla de una simple hacienda agrícola a un espacio singular de recreo con gustos árabes. Así mismo, presentó el proyecto de construcción del edificio de las reales caballerizas del palacio de los Duques de Montpensier en Sanlúcar de Barrameda en julio de 1883 y dirigió la ejecución de las obras, llevadas a cabo por el aparejador Francisco Muñoz y que se concluyeron en septiembre de 1884
Se casa en primeras nupcias con Mª Dolores Ramos Menoyo y tuvo un hijo, Baldomero Botella Ramos (13-XII-1882). Tras enviudar, se casa en segundas nupcias con Antonia Vea-Murguía Roselló. 
Acaecida la muerte de Antonio de Orleans, el 4 de febrero de 1890 en la finca de Torrebreva (Sanlúcar de Barrameda), se encarga, como Administrador, del traslado del testamento del duque de Montpensier de Sevilla a Sanlúcar de Barrameda.
Acabados sus servicios a los duques de Montpensier, marcha como arquitecto municipal a Vitoria, tomando posesión el 8 de marzo de 1891. El 16-V-1892 es nombrado Académico (correspondiente en Vitoria) de la Real Academia de Bellas Artes de San Fernando de Madrid. 
Asistió en 1891 a los funerales del famoso arquitecto vitoriano Martín de Saracibar Lafuente, fallecido el 10-XII-1891.
El domingo 27 de noviembre de 1892, a las diez de la noche, muere su padre, en su residencia de la calle San Antonio, número 20, piso segundo de Vitoria por un fallo renal “uremia cistitis purulenta”. Los funerales se celebraron el martes 29 de noviembre en la iglesia de San Miguel Arcángel (Vitoria).
Fue arquitecto municipal de Guadalajara de 1894 a 1899. En 1894-95 participa en reformas del edificio del matadero de Guadalajara. Posteriormente ocupó la plaza de arquitecto municipal de Segovia.
Mantuvo una residencia en el municipio de Murguía, pueblo natal de su segunda esposa, residencia que todavía se conoce en el lugar como "casa Botella". 
En uno de los viajes que hizo desde Murguía a Logroño en 1916 para visitar a su hijo Baldomero, militar de profesión, cayó gravemente enfermo, y acabó muriendo el 26 de abril de ese año de "coma urémico" derivado de un fallo renal. El 23 de septiembre de 1922 sus restos son trasladados desde Logroño hasta el panteón 52 de la c/ Santa Cruz del cementerio de Santa Isabel de Vitoria, donde estaban enterrado su padre Rafael Botella Serra.

## Distinciones
- Medalla de tercera en la sección de arquitectura de la Exposición Nacional de Bellas Artes de 1876 por su proyecto de museo de pintura, escultura y antigüedades.[26][27][28][29]
- Distinguido en 1891 con la Cruz blanca 2.ª clase de la Orden al Mérito Naval y nombrado Comendador Ordinario de la Real Orden de Isabel la Católica[30][31]